# Léon Bonnel
Pour les articles homonymes, voir Bonnel.
Léon Bonnel, né le 24 août 1829 à Narbonne (Aude) et mort le 18 janvier 1880 à Narbonne, est un homme politique français.

## Biographie
Avocat, maire de Narbonne, et riche propriétaire viticole, il est député de l'Aude de 1873 à 1880, siégeant à la Gauche républicaine. Il est l'un des 363 qui refusent la confiance au gouvernement de Broglie, le 16 mai 1877. En 1877, il est élu conseiller général de l'Aude, canton de Durban-Corbières.